# منطقة جاداج
جاداج رمزها «GA» (بالإنجليزية: Gadag)‏ ، هو تقسيم إداري لدولة الهند تتبع ولاية كارناتاكا (بالإنجليزية: Karnataka)‏ ، مركزها هو مدينة جاداج (بالإنجليزية: Gadag)‏ عدد سكانها حسب تعداد سنة 2001 هو 971,955 ، مساحتها 4,651 كم² وكثافة السكان 209 لكل كم² .